# Contrada
Contrada község (comune) Olaszország Campania régiójában, Avellino megyében.

## Fekvése
A megye déli részén fekszik. Határai: Aiello del Sabato, Avellino, Forino, Monteforte Irpino, Montoro Inferiore, Montoro Superiore és Solofra.

## Története
Elnevezése valószínűleg a latin contrata-ból származik, amelynek jelentése előörs. Az ókor során a vidék a közeli Abellinum városához tartozott. Áthaladt rajta a várost vízzel ellátó Claudius-vízvezeték. Első írásos említése 1213-ból származik. A következő századokban nemesi birtok volt. A 19. században nyerte el önállóságát, amikor a Nápolyi Királyságban felszámolták a feudalizmust.

## Népessége
A népesség számának alakulása:

## Főbb látnivalói
- Carmine Contrada-templom – az 1940-es években épült egy korábban lerombolt 15. századi karmelita kolostor helyén
- San Antonio Contrada-templom – 1759-ben épült
- Madonna di Monserrato Casale Ospedale – a 19. század elején épült
- Villa De Mansis Casale Ospedale – 16. századi nemesi palota